# Jiříkovo vidění
Jiříkovo vidění je středověká prozaická povídka o putování uherského šlechtice Jiříka záhrobím, která byla sepsána podle podstatně rozsáhlejší latinské skladby Visio Georgii ze 14. století. Český text vznikl pravděpodobně před rokem 1450. Kající se šlechtic putuje nejprve do irského poutního místa Očistec svatého Patrika a odtamtud do říše mrtvých. Spatřuje muka pekla i očistce, nakonec se dostane do nebe. Až do 19. století šlo o oblíbený námět, který byl vydáván jako knížka lidového čtení; o jeho oblibě svědčí i fakt, že se dostal do lidového rčení být (bejt) jako v Jiříkově vidění – být (krajně) nadšený, užaslý (podobné je být jako u vytržení, být u vidění).
Fraškoidní Jiříkovo vidění Josefa Kajetána Tyla nemá s touto středověkou skladbou mnoho společného. Hrdinou Tylovy „báchorky se zpěvy a tanci v pěti odděleních“ je chudý čeledín Jiřík, jehož chce jeho milá Kačenka zbavit jeho mrzoutství a nechuti do práce, což Jiřík po svém probuzení z vizí jejímu otci slibuje.

## Edice
- Próza z doby Karla IV. (1938)
- Próza českého středověku (1982)